# كاستلفانيا: ليغاسي أوف داركنيس
كاسلفينيا: ليغنسي أوف داركنيس (بالإنجليزية: Castlevania: Legacy of Darkness)‏ ، هي لعبة فيديو من نوع منصات وأكشن، أنتجت شركة كونامي سنة 1999م، وتعمل على نظام نينتندو 64 الحصري.